# فائیزی
فائیزی یک روستا در ایران است که در شهرستان سیرجان واقع شده‌است. فائیزی ۲۶ نفر جمعیت دارد.